# Provincia de Hitachi
La provincia de Hitachi (常陸国 Hitachi no Kuni?) fue una antigua provincia de Japón en el área de la actual Prefectura de Ibaraki en la isla de Honshū. Ella, algunas veces, fue llamada como Jōshū (常州?). 
La provincia tuvo fronteras con las provincias de Shimōsa, Shimotsuke, y Iwashiro e Iwaki (Mutsu o también conocida como Ōshū).

## Historia
La antigua ciudad capital de la provincia y el templo se encontraban cerca de la actual ciudad de Ishioka. El Santuario Kashima en la actual ciudad de Kashima era el santuario sintoísta principal (一宮 ichinomiya) de la Provincia de Hitachi.
En el Período Sengoku el área fue dividida entre varios daimyō, pero el principal castillo ciudad era generalmente el Castillo Mito; durante el Período Edo aconteció lo mismo.
En el Período Meiji, los  mapas políticos de las provincias de Japón y él de la Provincia de Hitachi incluido, fueron reformados en la década de 1870; ocasionado porque las provincias de Japón se convirtieron en prefecturas, y además algunas provincias fueron modificadas y/o fusionadas, al crear las prefecturas.